# Ivik Nielsen
Ivik Nielsen (* 15. Januar 1998) ist ein grönländischer Tischtennisspieler.

## Karriere
Nielsen ist der einzige professionelle und laut seinem dänischen Trainer Martin Lund Nielsen der beste Tischtennisspieler in Grönland; in Grönland umfasst die Tischtennis-Community etwa 200 aktive Spieler. Er ist neunmaliger grönländischer Tischtennismeister.
Nielsen nahm im Juli 2022 bei der Nordeuropameisterschaft in Litauen teil. 
Im August 2022 trat Nielsen im Rahmen der European Championships 2022 erstmals bei einer Tischtennis-Europameisterschaft an und ist der erste grönländische Tischtennisprofi bei einer Europameisterschaft. Er verlor alle drei Partien in der Gruppenphase der Europameisterschaft 2022 mit 0:3 Sätzen.